# Асиметричний атом
|                                                                     |  |  |
| S- та R- ізомери 1-бромо-1-хлороетану, утворені асиметричним атомом |  |  |

Асиметричний атом (англ. asymmetric atom) —
1. Традиційна назва (за Вант-Гоффом) атома C в органічних сполуках, до якого приєднані чотири різних замісники (атоми або групи), що зумовлює хіральність сполуки.
2. Заміщений різними замісниками тривалентний атом, що утворює молекули пірамідальної будови, яким, зокрема, може бути N, з вільною електронною парою, котра є еквівалентною четвертому замісникові хоч вона і відмінна від трьох інших реальних замісників.
Різнозаміщені похідні є оптично активними, але тільки при загальмованій пірамідальній інверсії, наприклад, у циклічних сполуках — оксазиридині, 1,2-оксазолідині, а також в ациклічних кисневмісних сполуках азоту (MeOOCCH2CMe2)–N(OMe)(OEt).